# Geert Wijers
Geert Wijers (19 november 1961) is een voormalig Nederlands voetballer die als doelman tijdens zijn profloopbaan uitsluitend voor FC VVV uitkwam.
Wijers werd als jeugdkeeper van amateurclub HRC '27 geselecteerd voor het Limburgs jeugdelftal en maakte in 1978 de overstap  naar FC VVV. In het seizoen 1980-81 werd de Afferdenaar toegevoegd aan de selectie van het eerste elftal, als derde doelman achter Tom Tullemans en Jos Strijkers. Op 21 september 1980 maakte hij daar tijdens een uitwedstrijd bij FC Volendam zijn competitiedebuut, nadat Tullemans geblesseerd was uitgevallen. Het zou bij dat ene optreden voor de Venlose eerstedivisionist blijven. In 1981 vertrok Wijers naar de amateurs van Tiglieja.

## Statistieken
| Seizoen         | Club            | Competitie      | Competitie | Competitie | Beker | Beker | Overige | Overige | Totaal | Totaal |
| Seizoen         | Club            | Competitie      | Wed.       | Dlp.       | Wed.  | Dlp.  | Wed.    | Dlp.    | Wed.   | Dlp.   |
| --------------- | --------------- | --------------- | ---------- | ---------- | ----- | ----- | ------- | ------- | ------ | ------ |
| 1980/81         | FC VVV          | Eerste divisie  | 1          | 0          | 0     | 0     | —       | —       | 1      | 0      |
| Carrière totaal | Carrière totaal | Carrière totaal | 1          | 0          | 0     | 0     | 0       | 0       | 1      | 0      |